# Vire Normandie
Vire Normandie ist eine französische Gemeinde mit 17.411 Einwohnern (Stand: 1. Januar 2022) im Département Calvados in der Region Normandie. Sie ist dem Arrondissement Vire und dem Kanton Vire Normandie zugehörig.
Vire Normandie ist die südlichste Gemeinde des Départements Calvados. Sie entstand als Commune nouvelle im Zuge einer Gebietsreform zum 1. Januar 2016 durch die Fusion von acht ehemaligen Gemeinden, die nun Ortsteile von Vire Normandie (Communes déléguées) darstellen. Vire fungiert dabei als „übergeordneter Ortsteil“ als Verwaltungssitz.

## Gliederung
| Ortsteil                                       | ehemaliger INSEE-Code | Fläche (km²) | Einwohnerzahl (2016) |
| ---------------------------------------------- | --------------------- | ------------ | -------------------- |
| Coulonces                                      | 14187                 | 15,58        | .00744               |
| Maisoncelles-la-Jourdan                        | 14388                 | 13,54        | .00461               |
| Roullours                                      | 14545                 | 13,15        | .00930               |
| Saint-Germain-de-Tallevende-la-Lande-Vaumont00 | 14584                 | 41,89        | 01.989               |
| Truttemer-le-Grand                             | 14717                 | 14,69        | .00643               |
| Truttemer-le-Petit                             | 14718                 | 05,28        | .00101               |
| Vaudry                                         | 14730                 | 11,89        | 01.486               |
| Vire (Verwaltungssitz)                         | 14762                 | 22,50        | 11.597               |

## Sehenswürdigkeiten
| - Coulonces: - Kirche Saint-Gilles, Monument historique - Schloss - Maisoncelles-la-Jourdan: - Kirche Saint-Amand, Monument historique - Roullours: - Kirche Saint-Martin - Saint-Germain-de-Tallevende-la-Lande-Vaumont: - Kirche Saint-Germain - Kirche Saint-Pierre - Herrenhaus - Schloss - Dolmen de la Loge aux Sarrazins, Monument historique | - Truttemer-le-Grand: - Kirche Saint-Martin - Truttemer-le-Petit: - Kirche Saint-Martin - Vaudry: - Kirche Saint-Martin, Monument historique - Schlösser - Konvent von Blon, Monument historique - Kapelle Saint-Roch - Vire (Auswahl): - Donjon von Vire, Monument historique - Stadttor „Porte Horloge“, Monument historique - Kirche Notre-Dame, Monument historique - ehemaliges Hôtel-Dieu, Monument historique - ehemaliges Konvent, Monument historique |

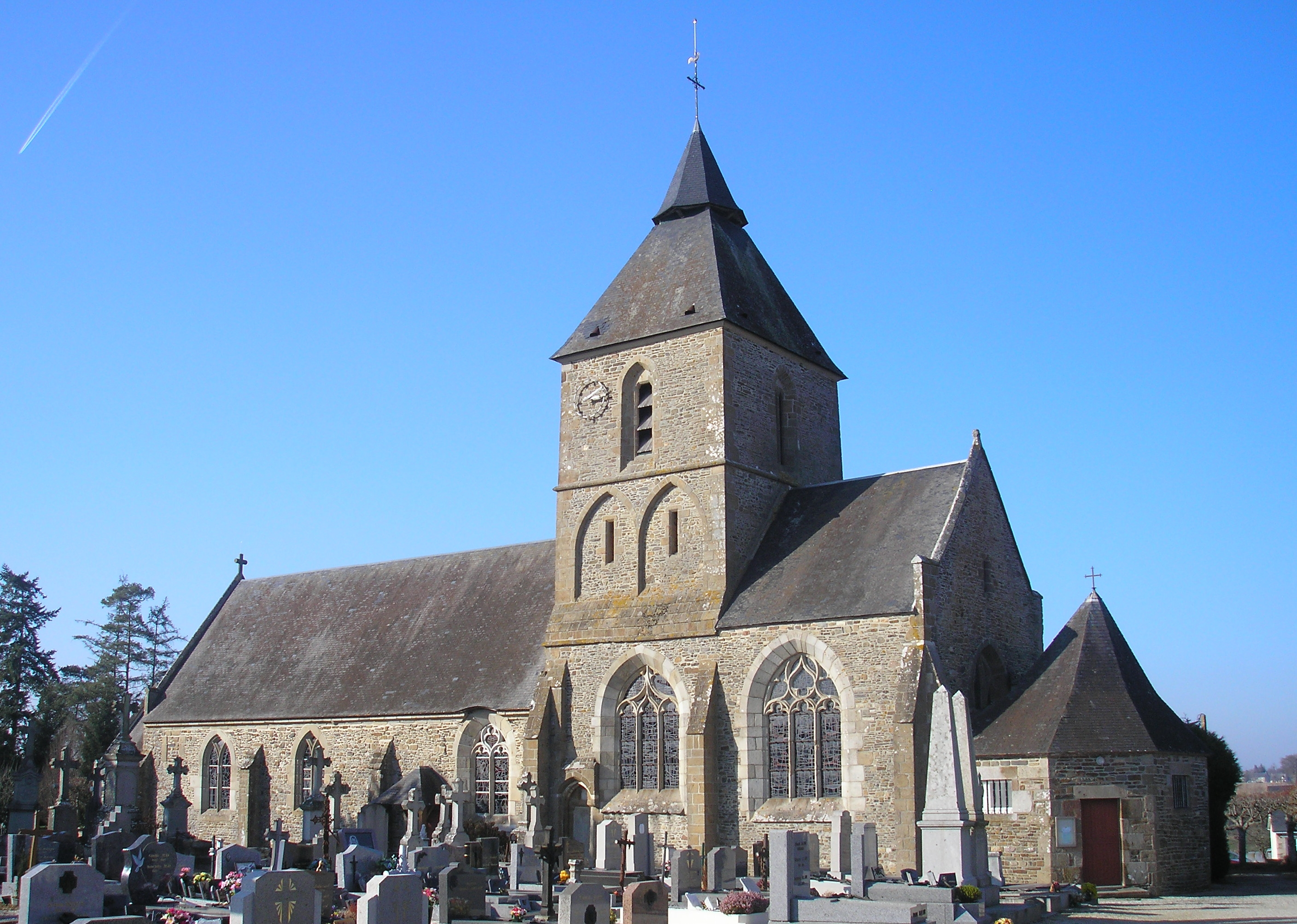
Kirche Saint-Gilles
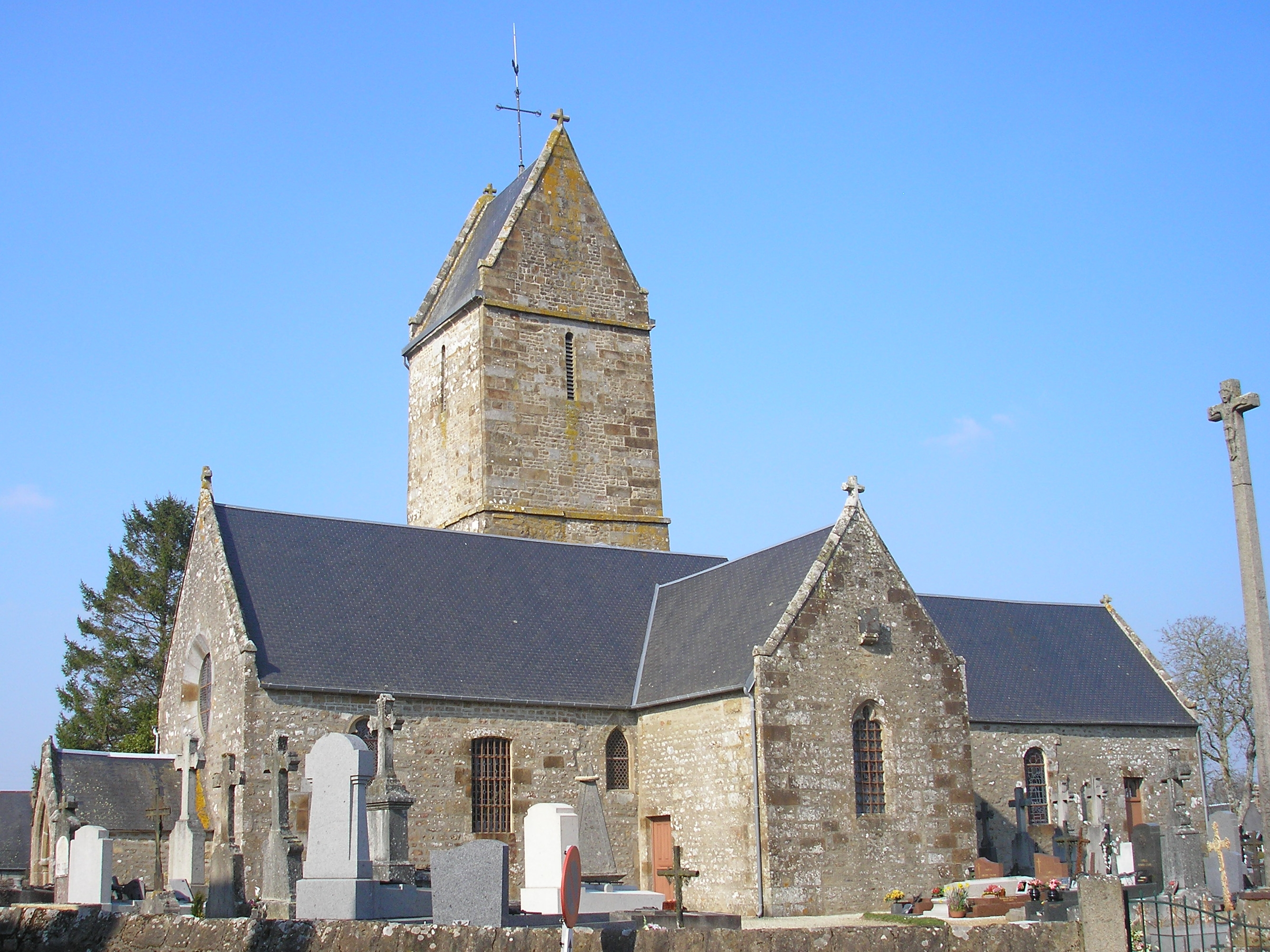
Kirche Saint-Amand
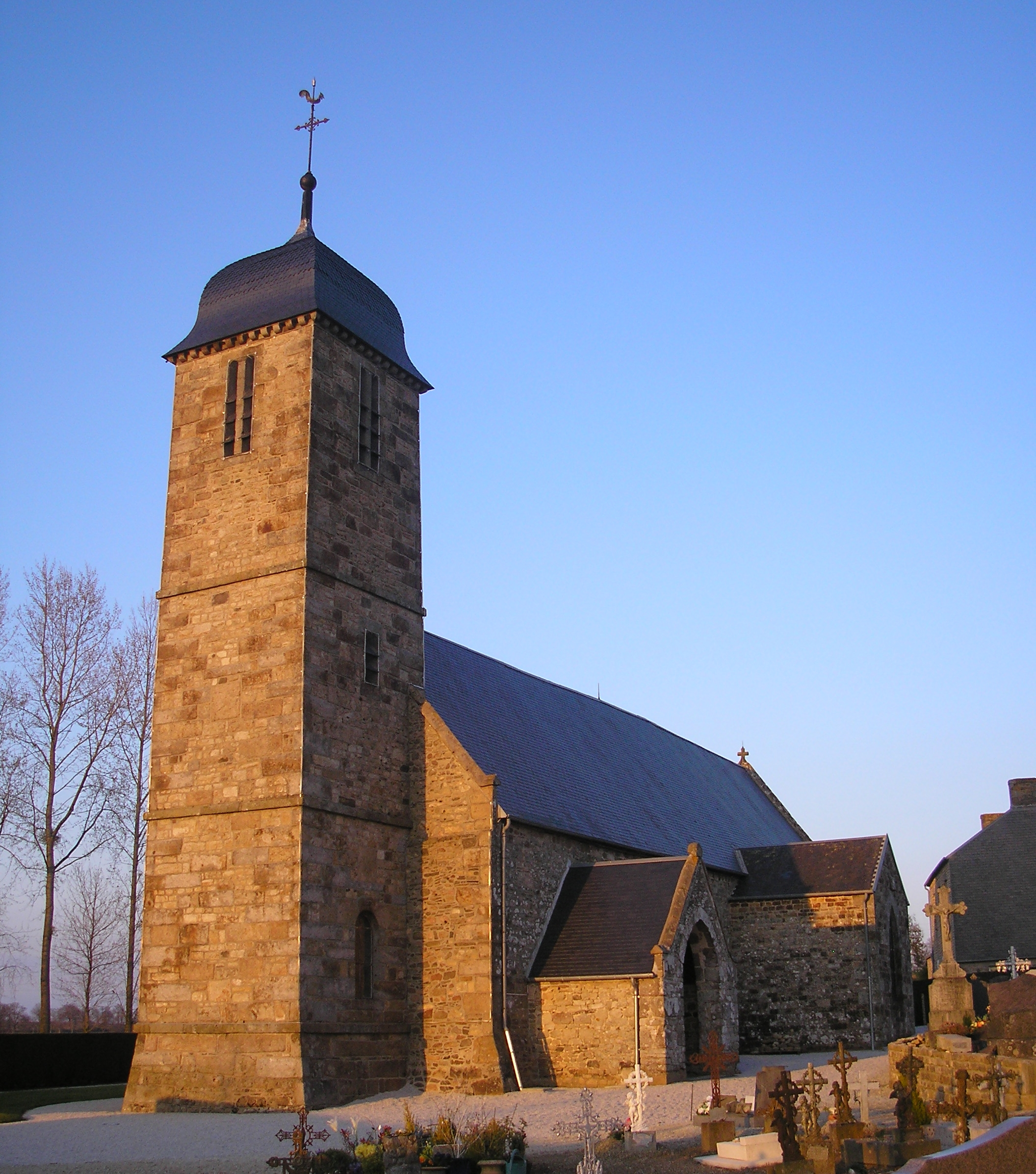
Kirche Saint-Martin in Roullours
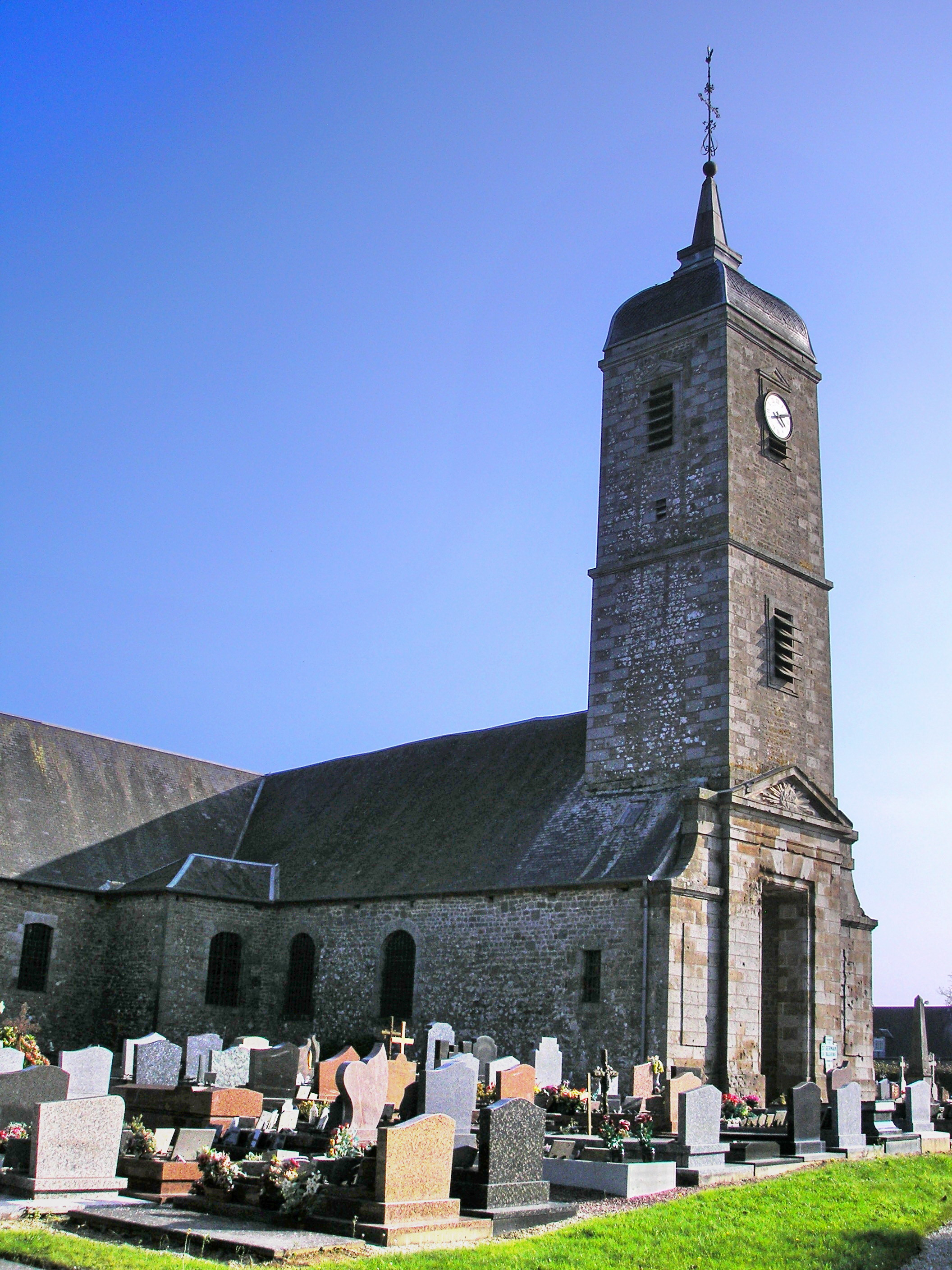
Kirche Saint-Germain
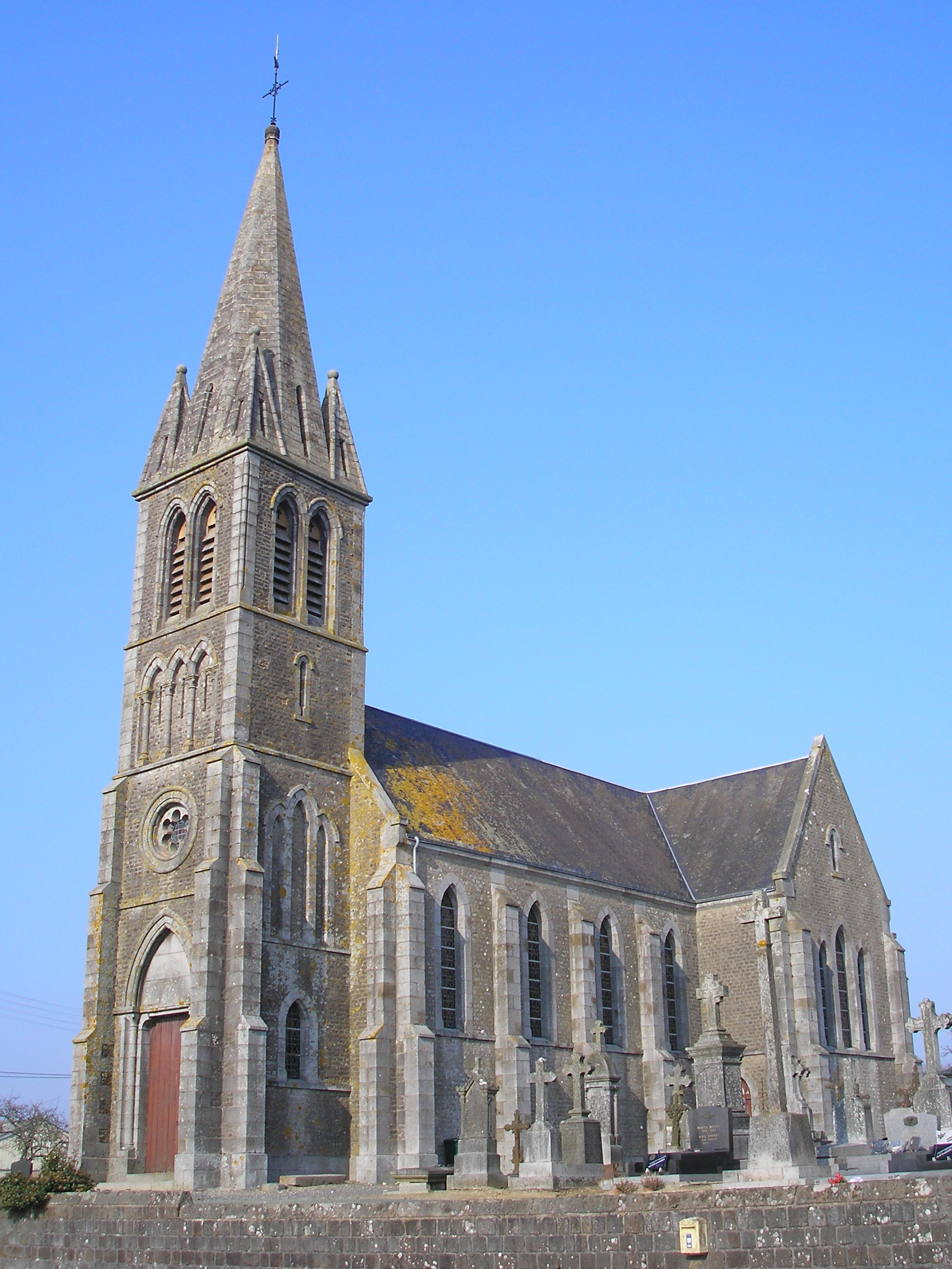
Kirche Saint-Martin in Truttemer-le-Petit
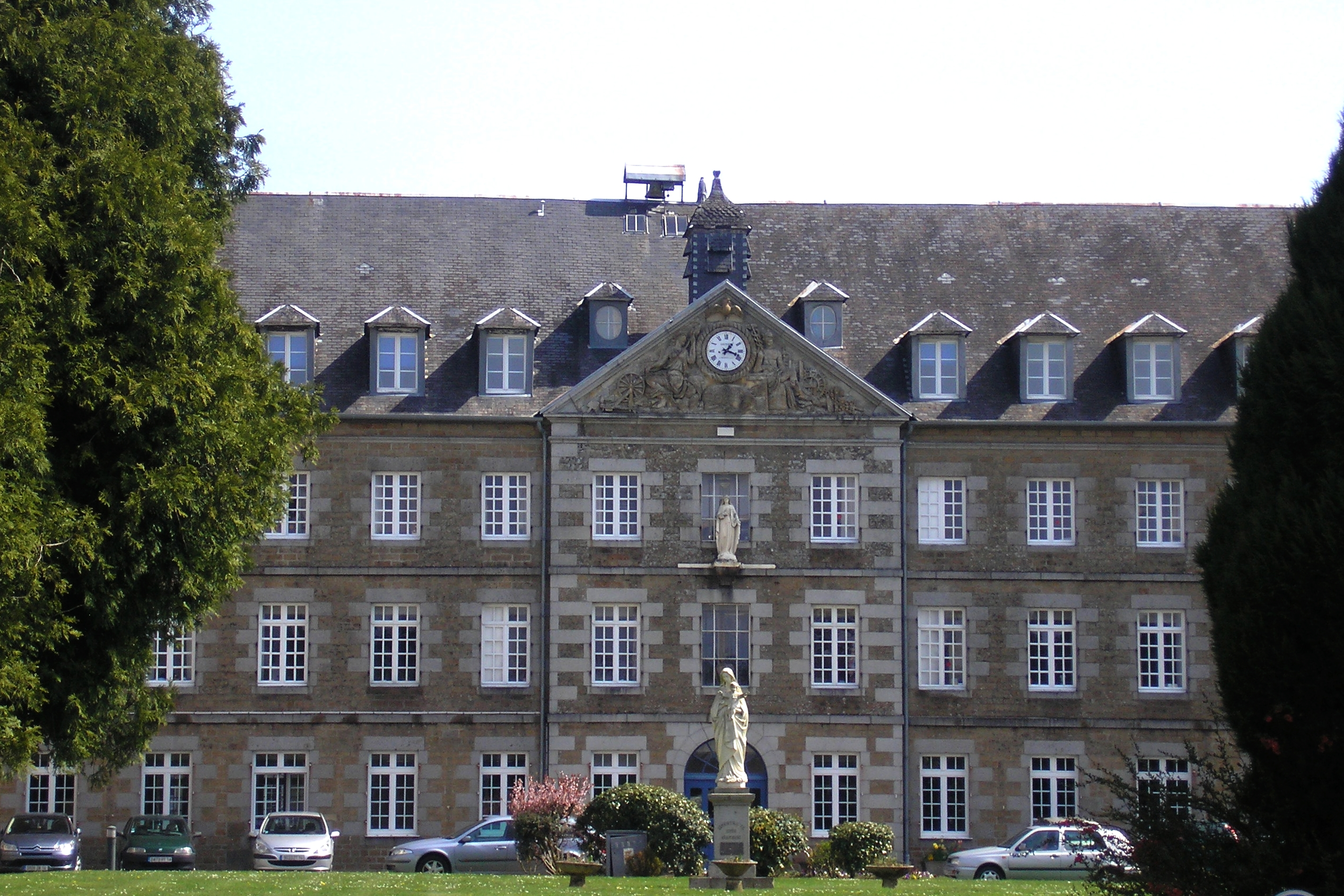
Konventsgebäude in Vaudry
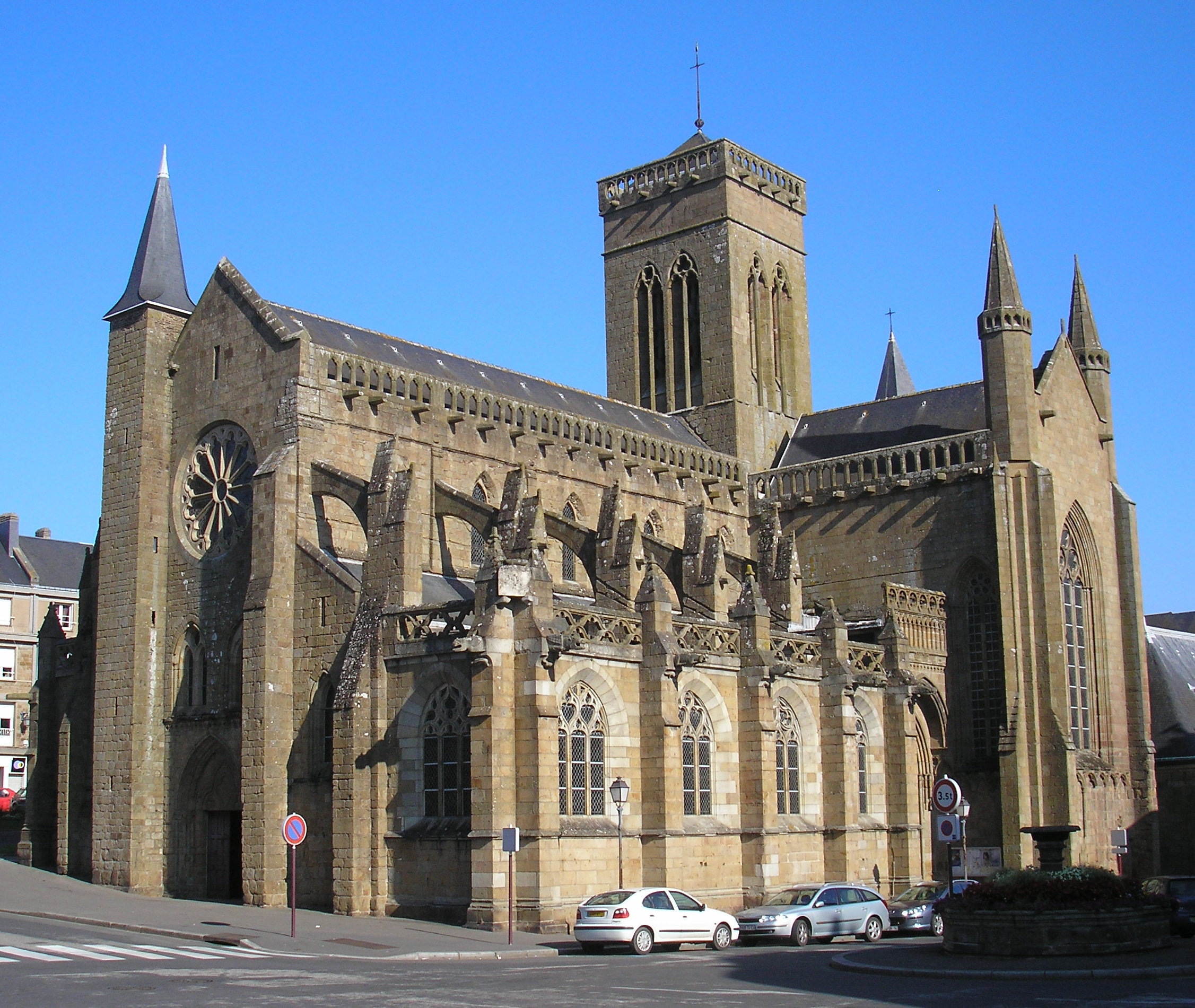
Kirche Notre-Dame in Vire
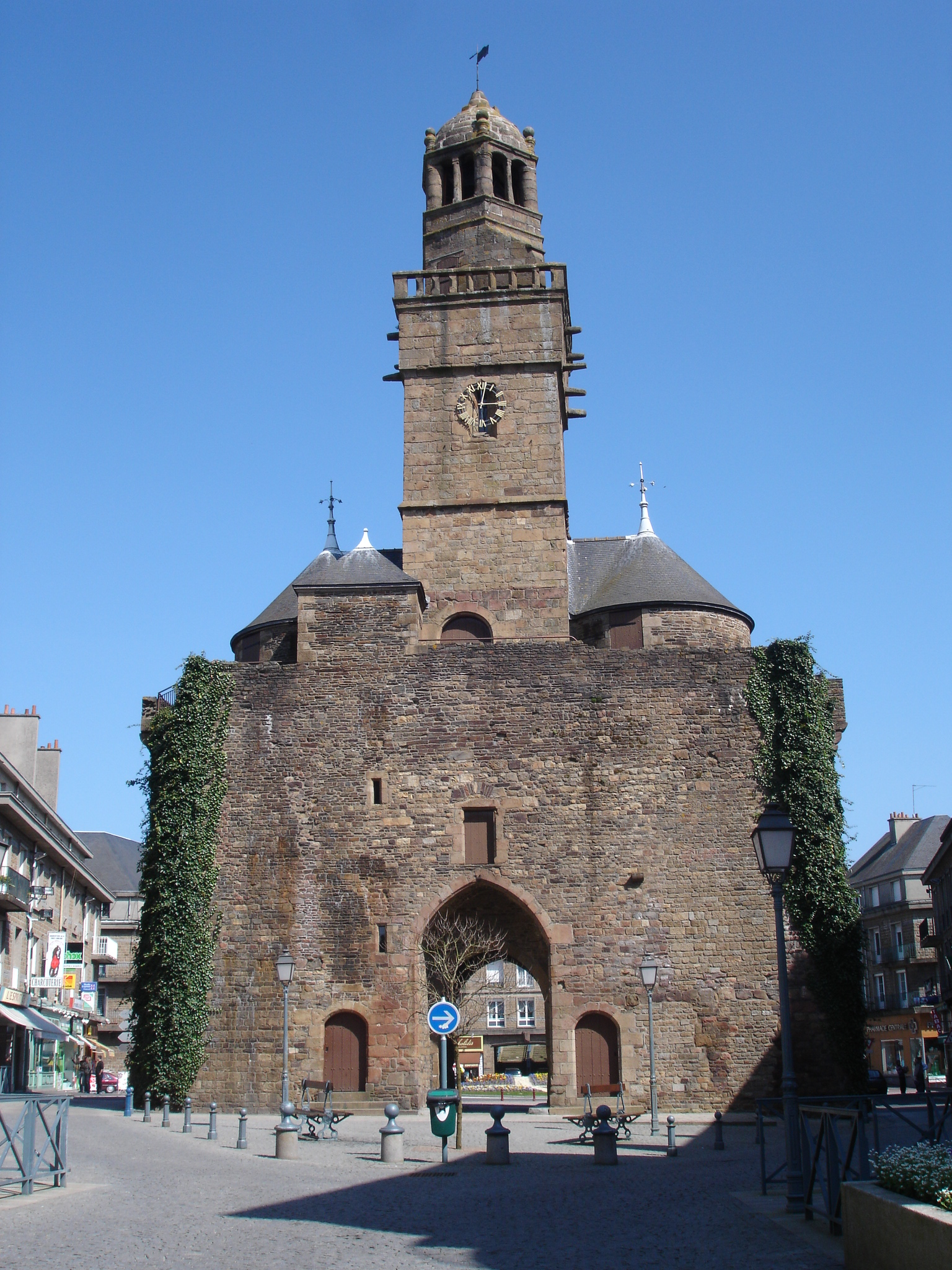
Stadttor „Porte Horloge“ in Vire